# Mamerco
Mamerco (in greco antico: Μάμερκος?, Màmerkos, in latino Mamercus; ... – Siracusa, 338 a.C.) fu tiranno di Catania dal 345 a.C. alla morte.

## Biografia
Di origine sabellica, probabilmente arrivò in Sicilia a capo di un esercito mercenario. Secondo il racconto di Plutarco, era un uomo ricco e bellicoso ed era già tiranno di Catania quando Timoleonte sbarcò nell'isola. Diodoro Siculo narra che Mamerco si alleò al condottiero corinzio dopo la vittoria nella battaglia contro  Iceta di Lentini ad Adrano.
Nel 344 a.C. Timoleonte si autoproclamò tiranno di Siracusa e nel 340 a.C. sconfisse i Cartaginesi nella battaglia del Crimisso. Il tiranno di Catania, spaventato dall'intenzione di Timoleonte di cacciare tutti i tiranni dalla Sicilia, si alleò con Cartagine e Iceta di Lentini. Dopo qualche iniziale vittoria, Mamerco venne sconfitto proprio a Catania subendo delle pesanti perdite.
Fuggito a Messina, fu attaccato da mare e da terra e costretto alla resa. Dopo aver firmato un trattato di pace, fu portato a Siracusa, dove fu processato presso il teatro e crocifisso come un comune criminale.

## Mamerco e la cultura
Mamerco scrisse poemi e tragedie, secondo Plutarco, dei quali ci rimangono questi versi che riguardano le recenti vittorie (340 a.C.) su Timoleonte.
(Plutarco, Vita di Timoleonte 31)